# Phytomyza burchardi
Phytomyza burchardi är en tvåvingeart som beskrevs av Erich Martin Hering 1927. Phytomyza burchardi ingår i släktet Phytomyza och familjen minerarflugor.
Artens utbredningsområde är Kanarieöarna. Inga underarter finns listade i Catalogue of Life.